# کریستین نورگارد
کریستین نورگارد (انگلیسی: Christian Nørgaard؛ زادهٔ ۱۰ مارس ۱۹۹۴) بازیکن فوتبال اهل دانمارک است که در پست هافبک برای باشگاه فوتبال آرسنال و تیم ملی دانمارک بازی می‌کند.
از باشگاه‌هایی که در آن بازی کرده‌است می‌توان به هامبورگ، بروندبی، فیورنتینا، برنتفورد و آرسنال اشاره کرد.
وی همچنین در تیم‌های پایه و بزرگسالان دانمارک بازی کرده‌است.